# Davita Prendagast
Davita Prendagast, född den 16 december 1984 i Westmoreland, är en jamaicansk friidrottare som tävlar i kortdistanslöpning.
Prendagast deltog vid VM för juniorer 2002 där hon blev femma i sin semifinal på 400 meter vilket emellertid inte räckte till en finalplats. 
Vid VM 2007 i Osaka sprang hon tillsammans med Shericka Williams, Shereefa Lloyd och Novlene Williams i det jamaicanska stafettlaget över 4 x 400 meter som slutade på andra plats, efter USA.